# Pretty fever
「pretty fever」（プリティ・フィーバー）は、寿美菜子の楽曲で、6枚目のシングル。2013年11月20日にMusicRay'nから発売された。

## 音楽性
ダンスロックの中にライブハウスのノリが混ざった「クラッカーを鳴らす直前」のような曲。ちなみに2番のAメロの「周りが認めてるプロフィール」と「目指す未来」は、声優を表現しているが、かわいさを強調するため敢えて見逃すフレーズを盛り込んでいる。また、全編に渡り登場する「like me」は、胸を張って歌えるので寿自身好いているという。
PVは、スーツを来た複数の男性が寿の周囲を歩いているが、実はスーツ姿の男性は日常、大きな円は自分の世界を表現しており、寿自身が日常の中で葛藤する内容になっている。また、ビデオでは寿自身赤いスカートを履いた現在の自分とモノトーンの衣装の未来の自分の二役を演じきっている。

## シングルリリース
寿のシングルとしては前作「プリズム」から5か月ぶりのリリースとなる。全曲の作詞・作曲を田淵智也が手掛けているが、これは1曲目が寿のイメージを反映させた楽曲であったため、カップリングも1曲目の様な感じで作りたいことを寿が発言し、それを受けて田淵がカップリングも手掛けたという。
初回生産限定盤（SMCL-313/4）と通常盤（SMCL-315）の2種リリースで、初回限定盤には本曲のPVおよびTVスポットを収録したDVDが同梱されている。
2曲目「girly highester!」も、表題曲同様女の子をイメージしているが、表題曲と違い、こちらはライブを意識した爽やかでストレートで熱いロックソングに仕上がっている。
ジャケットは、信号機のポーズに飽きた青を赤が引き止める内容になっており、前者を緑色の服、後者が赤と水玉の衣装で表現されている。

## 収録曲
| 全作詞・作曲: 田淵智也。 |                                  |           |            |          |      |
| #                        | タイトル                         | 作詞      | 作曲・編曲 | 編曲     | 時間 |
| 1.                       | 「pretty fever」                 | 田淵智也  | 田淵智也   | h-wonder | 4:23 |
| 2.                       | 「girly highester!」             | 田淵智也  | 田淵智也   | 川口圭太 | 5:01 |
| 3.                       | 「pretty fever（Instrumental）」 | 田淵智也  | 田淵智也   |          | 4:21 |
| 合計時間:                | 合計時間:                        | 合計時間: | 13:47      |          |      |

| #  | タイトル                              | 作詞 | 作曲・編曲 |
| -- | ------------------------------------- | ---- | ---------- |
| 1. | 「pretty fever」(Music Clip)          |      |            |
| 2. | 「pretty fever」(TV Spot 15sec+30sec) |      |            |

## チャート
| チャート（2013年）                | 最高位 |
| --------------------------------- | ------ |
| オリコン                          | 24     |
| Billboard JAPAN Hot Singles Sales | 23     |
| Billboard JAPAN Hot Animation     | 20     |